# Moshav
Moshav (in ebraico מושב, plurale moshavim: insediamento, villaggio) è un tipo di comunità agricola cooperativa costituita da singole fattorie, istituita dai sionisti socialisti durante la seconda aliyah (ondata di immigrazione ebraica all'inizio del XX secolo). Un residente o membro di moshav può essere chiamato "moshavnik" (in ebraico מוֹשַׁבְנִיק).
I moshavim sono simili ai kibbutzim ma con un'enfasi sul lavoro comune. Essi erano previsti dal programma sionista di fondazione dello stato in seguito allo Yishuv ("insediamento di ebrei") nel Mandato britannico della Palestina nel XIX secolo. Diversamente dai kibbutzim collettivi, le fattorie in un moshav tendono ad essere di proprietà individuale ma hanno un'estensione fissa e uguale. I lavoratori producono sulle loro proprietà prodotti agricoli e beni con il lavoro individuale e/o di gruppo e con le risorse naturali, destinando il profitto e le derrate alimentari al proprio sostentamento. La comunità riceve sostegno economico con una tassa speciale (in ebraico מס ועד, Mas Va'ad, lett. Tassa della comunità). Questa tassa è uguale per tutte le famiglie della comunità, creando così un sistema meritocratico, diversamente dai kibbutzim collettivi, dove (almeno in teoria) tutti i membri hanno lo stesso tenore di vita. I moshavim sono governati da un consiglio elettivo (in ebraico ועד, Va'ad, lett. comitato). Esistono ancora oggi molti moshavim.

## Tipi di moshavim
Esistono vari tipi di moshavim, tra cui i più comuni sono:
- Moshav ovdim (in ebraico מושב עובדים, lett. Moshav dei lavoratori), un insediamento cooperativo di lavoratori
- Moshav shitufi (in ebraico מושב שיתופי, lett. Moshav collettivo), un insediamento di piccoli proprietari che unisce le caratteristiche economiche di un kibbutz e le caratteristiche sociali di un moshav. I lavori agricoli sono eseguiti collettivamente e i profitti vengono divisi in parti uguali.

## Storia

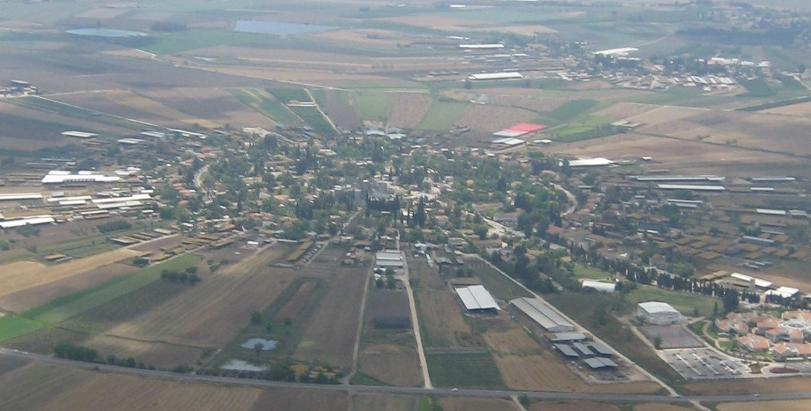
Il moshav Nahalal nella valle di Jezreel

Il primo moshav, Nahalal, fu fondato nella piana di Esdraelon l'11 settembre 1921. Nel 1986 circa 156.700 israeliani vivevano e lavoravano in 448 moshavim, la maggior parte di essi distribuiti in otto federazioni. Ci sono due tipi di moshavim, i moshavei ovdim, più numerosi (405), e i moshavim shitufiym. Il primo tipo è basato sull'acquisto collettivo di forniture e commercializzazione del prodotto; la famiglia, però, è l'unità di base della produzione e del consumo. La forma del moshav shitufi è più vicina alla collettività del kibbutz: anche se il consumo è basato sulla famiglia, la produzione e la commercializzazione sono collettive. Diversamente dai moshavei ovdim, la terra non è assegnata alle famiglie o ai singoli individui, ma è lavorata collettivamente.
Poiché la forma del moshav manteneva la famiglia al centro della vita sociale ed evitava esperimenti arditi, come i bambini allevati in comune o l'uguaglianza tra i sessi, attirava molto di più i tradizionali immigranti Mizrahì negli anni '50 e all'inizio degli anni '60 rispetto al più comune kibbutz radicale. Per questa ragione il kibbutz è rimasto sostanzialmente un'istituzione aschenazita, contrariamente al moshav. Invece i cosiddetti moshav degli immigranti (in ebraico מושב עולים, Moshav Olim) erano una delle forme più usate ed efficaci di assorbimento e integrazione degli immigranti orientali, e ha permesso loro un'ascesa nella classe media più veloce rispetto alla vita nelle città in via di sviluppo.
Come i kibbutzim, dal 1967 i moshavim hanno fatto sempre più ricorso alla forza lavoro esterna, in particolare agli arabi. Le instabilità finanziarie all'inizio degli anni '80 hanno colpito seriamente molti moshavim, così come il problema di assorbire tutti i figli che desiderano restare nella comunità. Verso la fine degli anni '80 sempre più membri di moshavim venivano impiegati in settori non agricoli esterni alla comunità, cosicché alcuni moshavim cominciavano a somigliare a villaggi suburbani o città dormitorio i cui residenti si spostano per andare al lavoro. In generale i moshavim non hanno mai avuto lo status elitario assicurato ai kibbutzim; al contrario, essi non hanno subito un declino di prestigio negli anni '70 e '80.